# Lijst van stadsarchivarissen van Antwerpen
Dit is de lijst van de stadsarchivarissen van Antwerpen vanaf de instelling van de functie in 1796.
| periode    | naam                                       |
| ---------- | ------------------------------------------ |
| 1796-1828  | Frans Lenaerts                             |
| 1828-1833  | Edward Marshall                            |
| 1833-1863  | Frederik Verachter                         |
| 1863-1894  | Pieter Génard                              |
| 1895-1913  | Frans van den Branden                      |
| 1914-1923  | Louis Bisschops                            |
| 1923-1925  | functie niet ingevuld                      |
| 1925-1943  | Jan Denucé                                 |
| 1925-1948  | Floris Prims, stadsarchivaris buiten kader |
| 1943-1962  | Frans Blockmans                            |
| 1962-1983  | Jan Van Roey                               |
| 1983-1990  | Jos Van den Nieuwenhuizen                  |
| 1991-1994  | functie niet ingevuld                      |
| 1994-2021  | Inge Schoups                               |
| 2021-heden | Marie Juliette Marinus                     |